# Strongylokrotaphus irgisensis
Lo strongilocrotafo (Strongylokrotaphus irgisensis) è un rettile estinto appartenente ai plesiosauri. Visse nel Giurassico superiore (Titoniano, circa 150 milioni di anni fa) e i suoi resti fossili sono stati ritrovati in Russia.

## Descrizione
Questo animale è noto per resti incompleti, comprendenti principalmente un cranio frammentario e alcune ossa degli arti. Il cranio era lungo quasi un metro e, al contrario di quello di gran parte dei suoi stretti parenti come Liopleurodon e Pliosaurus, era molto largo: circa la metà della lunghezza. Attribuito a Strongylokrotaphus è anche un fossile di una pagaia insolitamente allungata.
La lunghezza dell'intero animale doveva essere di circa 5 - 6 metri. Come tutti i plesiosauri, Strongylokrotaphus doveva possedere un corpo piatto e corto e quattro arti simili a pagaie.

## Classificazione
I fossili di questo animale furono ritrovati nei pressi della città di Pugačëv, nell'Oblast' di Saratov in Russia. Il cranio incompleto fu la base per uno studio (Novozhilov, 1948) in cui veniva descritta la nuova specie Peloneustes irgisensis, insieme a un altro pliosauro noto per frammenti noto come Pliosaurus rossicus. Successivamente Tarlo (1960) attribuì anche P. irgisensis al genere Pliosaurus, mentre lo stesso Novozhilov (1964) istituì il genere Strongylokrotaphus attribuendolo alla famiglia dei "Trinacromeridae". Studi successivi non aiutarono a chiarire la complicata tassonomia: Halstead nel 1971 considerò Strongylokrotaphus irgisensis e Pliosaurus rossicus sinonimi, ma li attribuì al genere Liopleurodon (con la specie L. rossicus); uno studio di Knutsen del 2012, invece, ristabilì la specie Pliosaurus rossicus. In ogni caso, la tassonomia di questa forma è ancora incerta.
Strongylokrotaphus è comunque un rappresentante dei pliosauridi, un gruppo di plesiosauri dalle grandi teste e dal collo eccezionalmente corto.

## Significato del nome
Il nome generico Strongylokrotaphus deriva dalle parole greche stroggylos ("rotondo") e krotaphos ("tempia"), con riferimento alle aperture temporali semicircolari presenti nel cranio. L'epiteto specifico, irgisensis, si riferisce alla regione del fiume Irgiz, nei pressi del quale sono stati ritrovati i fossili.